# Municipio de Sherman (condado de Washington)
El municipio de Sherman (en inglés: Sherman Township) es un municipio ubicado en el condado de Washington en el estado estadounidense de Kansas. En el año 2010 tenía una población de 234 habitantes y una densidad poblacional de 2,51 personas por km².

## Geografía
El municipio de Sherman se encuentra ubicado en las coordenadas 39°36′35″N 97°5′12″O / 39.60972, -97.08667. Según la Oficina del Censo de los Estados Unidos, el municipio tiene una superficie total de 93.12 km², de la cual 92,95 km² corresponden a tierra firme y (0,18 %) 0,17 km² es agua.

## Demografía
Según el censo de 2010, había 234 personas residiendo en el municipio de Sherman. La densidad de población era de 2,51 hab./km². De los 234 habitantes, el municipio de Sherman estaba compuesto por el 94,87 % blancos, el 5,13 % eran de otras razas. Del total de la población el 6,41 % eran hispanos o latinos de cualquier raza.